# 皇家蘇格蘭兵團
皇家蘇格蘭兵團（英語：The Royal Regiment of Scotland）是英國陸軍唯一一支蘇格蘭高級步兵團。它由四個正規營和兩個後備營加上一個支援連組成，每個整合到「皇家蘇格蘭兵團」旗下以前都是一個單獨的團級部隊 (第一營除外，該營是由兩個團合併)。每個營都保留以前的團級風笛鼓樂隊以延續其傳統及軍團榮譽。皇家蘇格蘭兵團（皇家軍團）的第2營在1941年12月的香港保衛戰是英屬香港守軍的主力之一，香港保衛戰時的蘇格蘭營與其所屬兵團已經裁減並合併為現今皇家蘇格蘭兵團的第一營。

## 歷史
2004年12月16日，國防大臣禤智輝在下議院宣布成立皇家蘇格蘭兵團作為英國陸軍改革的一部分。《2003年英國國防政策白皮書》提出了裁減和合併數個的兵團後，正規步兵營總數從40個縮減為36個。該團共有七個營：其中第一營皇家蘇格蘭邊民營是由皇家蘇格蘭兵團（皇家軍團）和英皇直屬蘇格蘭邊民團合併形成，而其他各部隊由蘇格蘭師剩餘的只有單獨的一個營的團級部隊縮減規模組成。
與來福槍團一樣，皇家蘇格蘭兵團也是陸軍軍樂隊中通過合併蘇格蘭師的高地軍樂隊和低地軍樂隊來維持自己常規軍樂隊的兩支步兵團之一。
在2012年宣佈依據陸軍2020年改革方案計劃，皇家蘇格蘭兵團第5營雖然不會失去亞皆及修打蘭郡高地人團的名稱和歷史傳統，但將縮減規模成一個連級部隊。

## 編制
皇家蘇格蘭兵團的所有營為了保持地區聯繫，延續其軍團傳統及榮譽，各營都特別准許保留團級時期的稱號。順序如下：
- 正規營

  - 皇家高地燧發槍，第二營（英语：Royal Highland Fusiliers）, 輕步兵，隸屬於第4東北步兵旅（英语：4th Infantry Brigade and Headquarters North East），駐紮在葛籣科塞兵房（英语：Glencorse Barracks）

  - 黑衛士，第三營，機械化步兵, 隸屬於第51蘇格蘭步兵旅（英语：51st Infantry Brigade and Headquarters Scotland），駐紮在喬治堡

  - 高地人，第四營（英语：Highlanders (Seaforth, Gordons and Camerons)），機械化步兵, 隸屬於打擊遠征部隊，駐紮在卡特裡克（英语：Catterick Garrison）的博隆兵房

  - 亞皆及修打蘭郡高地人，第五營（英语：the Argyll and Sutherland Highlanders），連級部隊，駐紮在愛丁堡雷德福德兵房（英语：Redford Barracks）

- 後備營

  - 第52低地義勇軍, 第六營（英语：52nd Lowland Volunteers），後備輕步兵，總部在格拉斯哥，隸屬於第4東北步兵旅（英语：4th Infantry Brigade and Headquarters North East）

  - 第51高地義勇軍, 第七營（英语：51st Highland Volunteers），後備輕步兵，總部在蘇格蘭珀斯（英语：Perth, Scotland），隸屬於第51蘇格蘭步兵旅（英语：51st Infantry Brigade and Headquarters Scotland）

- 軍樂隊

  - 皇家蘇格蘭兵團軍樂隊 Band of the Royal Regiment of Scotland（英语：Band of the Royal Regiment of Scotland），駐紮在愛丁堡德雷格霍恩兵房（英语：Dreghorn Barracks）

  - 皇家蘇格蘭兵團低地軍樂隊 Lowland Band of the Royal Regiment of Scotland

  - 皇家蘇格蘭兵團高地軍樂隊 Highland Band of the Royal Regiment of Scotland

  - 皇家蘇格蘭邊民風笛鼓樂隊 Pipe Bands Pipes and Drums of the Royal Scots Borderers

  - 皇家高地燧發槍風笛鼓樂隊 Pipes and Drums of the Royal Highland Fusiliers

  - 黑衛士風笛鼓樂隊 Pipes and Drums of The Black Watch

  - 高地人風笛鼓樂隊 Pipes and Drums of The Highlanders

  - 第52低地義勇軍風笛鼓樂隊 Pipes and Drums of the 52nd Lowland Volunteers

  - 第51高地義勇軍風笛鼓樂隊 Pipes and Drums of the 51st Highland Volunteers